# Pilha de pilas

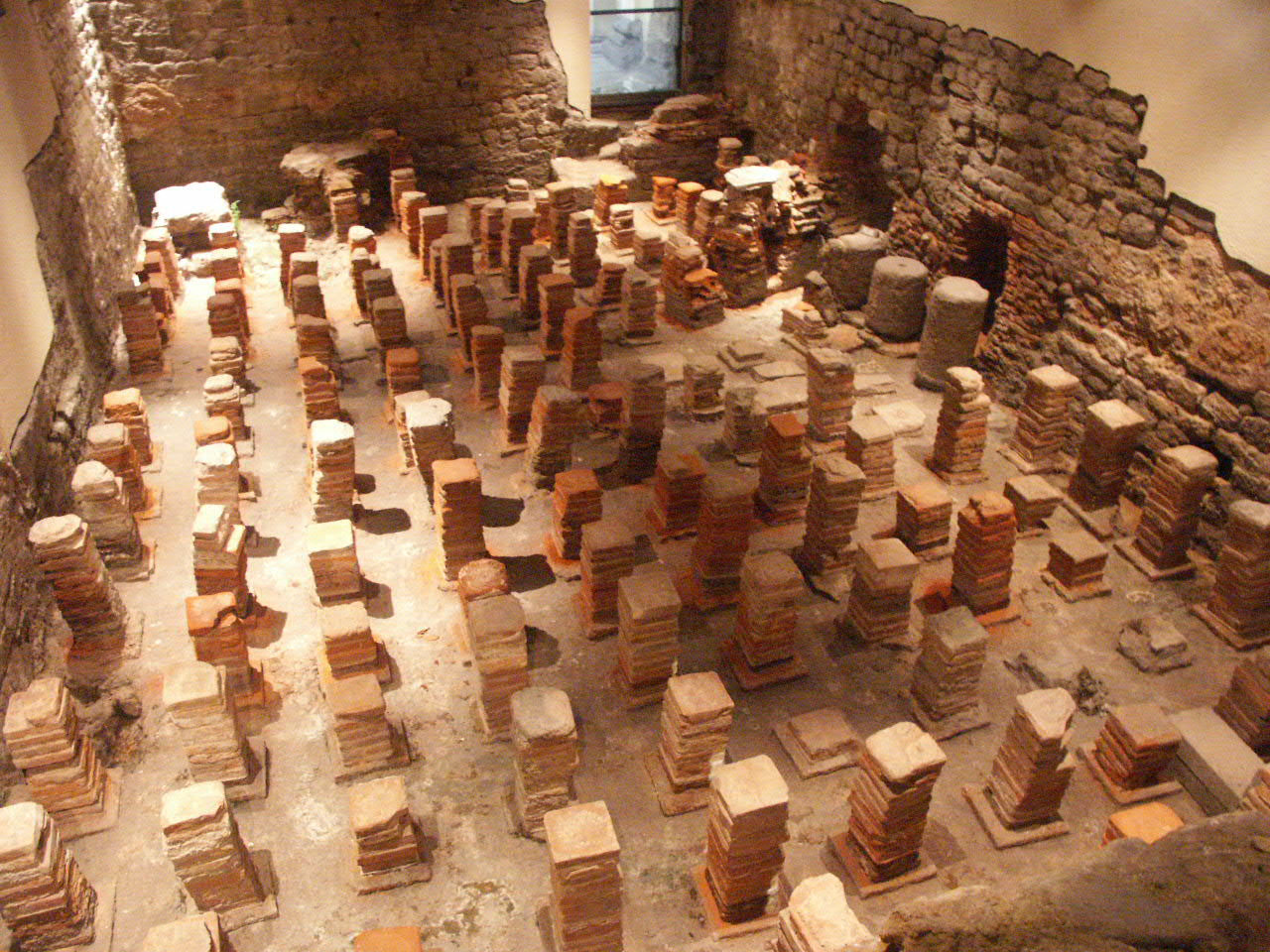
Caldário das termas de Bath

As pilhas de pilas (em latim: pilae) são pilhas de telhas ou azulejos cerâmicos quadrados ou redondos, que eram usadas na época romana como um elemento do sistema de aquecimento radiante, comum nas casas de banho romanas, chamado de hipocausto.